# Зусько Михайло Степанович
Михайло Степанович Зусько (24 травня 1972, Ветли, Любешівський район, Волинська область, Україна) — російський військовик, генерал-лейтенант. Командувач 58-ї загальновійськової армії (2020—???). 1-го армійського корпусу окупаційних військ РФ на Донбасі у період літа-осені 2014 року. Учасник російсько-української війни: війни на сході та вторгнення 2022 року. 

## Життєпис
До 12.2011 — начальник штабу 56-ї гвардійської окремої десантно-штурмової Донської козацької бригади.[джерело?]
У 2011—2014 роках — командир 34-ї мотострілецької бригади.

### Російсько-українська війна

#### Війна на сході України
Протягом літа-осені 2014 року очолював 1-й армійський корпус окупаційних військ РФ на Донбасі. На окупованій території користувався псевдо «Орлов».
Влітку 2020 року Зусько очолив 58-му загальновійськову армію Південного військового округу РФ.

### Російське вторгнення в Україну
У 2022 році командував наступом 58-ї загальновійської армії на Миколаївському напрямку.

## Санкції
Генерал-лейтенант Зусько Михайло, як військовослужбовць Збройних Сил Російської Федерації несе безпосередню відповідальність за дії, які виконав путінський режим, щодо України. Михайло Степанович Зусько доданий до санкційних списків багатьох країн.
21 червня 2018 року Михайла Зуська занесено до санкційних списків України.
У травні 2022 року запорізькі правоохоронці заочно оголосили підозру Михайлові Зуську, йому інкримінували порушення законів і звичаїв війни, поєднаного з умисним вбивством (ч. 2 ст. 28, ч. 1, ч. 2 ст. 438 КК України). За інформацією слідства, у березні 2022 року віддав наказ застосувати нищівні обстріли населених пунктів Запорізької області.
13 грудня 2022 року через вторгнення Росії в Україну потрапив під санкції Великої Британії, як причетний до ракетних ударів по українських містах.
24 лютого 2023 року доданий до санкційного списку Нової Зеландії.
25 лютого 2023 року внесений до санкційного списку всіх країн Євросоюзу за «участь у російській агресивній війні проти України».

## Матеріали
- Військовий злочинець, генерал-майор ЗС РФ ЗУСЬКО Михайло Степанович. gur.gov.ua. ГУР МОУ. Архів оригіналу за 24 жовтня 2017. Процитовано 25 жовтня 2017.